# Ла-Пуерта-де-Сегура
Ла-Пуерта-де-Сегура (ісп. La Puerta de Segura) — муніципалітет в Іспанії, у складі автономної спільноти Андалусія, у провінції Хаен. Населення — 2653 особи (2010).
Муніципалітет розташований на відстані близько 240 км на південь від Мадрида, 110 км на північний схід від Хаена.
На території муніципалітету розташовані такі населені пункти: (дані про населення за 2010 рік)
- Лос-Паскуалес: 82 особи
- Ла-Пуерта-де-Сегура: 2486 осіб
- Ла-Аграсеа: 7 осіб
- Боначе: 15 осіб
- Лос-Льянос: 37 осіб
- Лос-Єгерісос: 26 осіб

## Демографія
Динаміка населення (INE ):